# Drum public național M3
Der Drum public național M3 ist eine Fernstraße in der Republik Moldau. Die Straße, die zugleich einen Teilabschnitt der Europastraße 584 (frühere Bezeichnung: E577) bildet, ist Teil der Verbindung zwischen der moldauischen Hauptstadt und Galați in Rumänien. Zwei Abschnitte der Straße führten früher bei Bolhrad und bei Reni über das Gebiet der Ukraine. In ihrem Nordteil ist die Straße vierspurig ausgebaut.

## Verlauf
Die Straße führt von der moldauischen Hauptstadt Chișinău über Răzeni nach Süden. In Cimișlia kreuzt sie die Straße R3. Wenig später erreicht sie das Gebiet des autonomen Gagausien und führt über Comrat, anders als früher nicht mehr über das ukrainische Bolhrad, sondern vollständig auf dem Gebiet Moldaus zum im Südteil von Gagausien gelegenen Vulcănești. In ihrem weiteren Verlauf führt sie über Giurgiulești, dem einzigen an der Donau gelegenen moldauischen Ort, und den Fluss Prut, der die Grenze zu Rumänien bildet, in Richtung Galați. Auf rumänischer Seite schließt der Drum național 2B (Europastraße 87) an.
Die Länge der Straße wird mit 180 Kilometer angegeben.